# 赤の大地と失われた花
『赤の大地と失われた花』（あかのだいちとうしなわれたはな、The Lost Flowers of Alice Hart）は、シガニー・ウィーバーおよびアリシア・デブナム＝ケアリー主演のAmazon Studiosが制作した全7話からなるテレビミニシリーズ。
オーストラリアの作家、ホリー・リングランドの同名小説をもとにしており、サラ・ランバートがシリーズのショーランナーを務めた。全7話はグレンディン・アイヴィンが演出した。このシリーズは2023年8月4日に最初の3話が公開され、その後1週間毎に1エピソードずつ公開されている。

## あらすじ
虐待されて育った少女が孤児となり、花農園を営む祖母のもとに引き取られる。

## 配役
括弧内は日本語版吹き替え
- ジューン・ハート
  - 演：シガニー・ウィーヴァー（幸田直子）
- アリス・ハート
  - 演：アリシア・デブナム＝ケアリー（ブリドカットセーラ恵美）
  - 幼いアリス・ハート
    - 演：アライラ・ブラウン（山下音彩）
- ツウィグ
  - 演リア・パーセル（英語版）（堀越真己）
- キャンディ
  - 演：フランキー・アダムス（英語版）（水瀬郁）
- サリー
  - 演：アッシャー・ケディ（英語版）（宮島依里）
- ジョン
  - 演：アレクサンダー・イングランド（英語版）（長谷川敦央）
- クレム・ハート
  - 演：チャーリー・ヴィッカース（英語版）（関雄）
  - 若いクレム・ハート
    - 演：ジャック・ラトーレ
- アグネス・ハート
  - 演：ティルダ・コブハム＝ハーヴェイ（英語版）（ブリドカットセーラ恵美）
- ディラン
  - 演：セバスティアン・ズリータ（英語版）
- ルビー
  - 演：シャリーナ・クラントン（英語版）
- モス
  - 演：ゼイヴィア・サミュエル（駒田航）

## エピソード
| 通算 話数 | タイトル                                                           | 演出                     | 脚本                                       | 公開日        |
| --------- | ------------------------------------------------------------------ | ------------------------ | ------------------------------------------ | ------------- |
| 1         | "第1話 ブラック・ファイア・オーキッド" "Part 1: Black Fire Orchid" | グレンディン・アイヴィン | サラ・ランバート                           | 2023年8月4日  |
| 2         | "第2話 ワトル" "Part 2: Wattle"                                    | グレンディン・アイヴィン | サラ・ランバート                           | 2023年8月4日  |
| 3         | "第3話 ランタン・ブッシュ" "Part 3: Lantern Bush"                  | グレンディン・アイヴィン | カースティ・フィッシャー、サラ・ランバート | 2023年8月4日  |
| 4         | "第4話 リバー・リリー" "Part 4: River Lily"                        | グレンディン・アイヴィン | キム・ウィルソン、サラ・ランバート         | 2023年8月11日 |
| 5         | "第5話 デザート・オーク" "Part 5: Desert Oak"                      | グレンディン・アイヴィン | キム・ウィルソン、サラ・ランバート         | 2023年8月18日 |
| 6         | "第6話 ホイール･オブ･ファイア" "Part 6: Wheel of Fire"             | グレンディン・アイヴィン | キム・ウィルソン                           | 2023年8月25日 |
| 7         | "第7話 スターツ・デザート・ピー" "Part 7: Sturt's Desert Pea"      | グレンディン・アイヴィン | サラ・ランバート                           | 2023年9月1日  |

## 制作
2021年5月に、メイド・アップ・ストーリーズ、Amazon Studiosおよびエンデヴァー・コンテントが小説『赤の大地と失われた花』をテレビドラマ化し、オーストラリアで撮影されることが発表された。シガニー・ウィーヴァーが主役と製作総指揮、サラ・ランバートがショーランナーと製作総指揮、グレンディン・アイヴィンが演出と製作総指揮をつとめ、ジョディ・マッターソン、ブルーナ・パパンドレア、スティーヴ・ハテンスキーおよびアリー・ゴスが製作総指揮をつとめている。
撮影はシドニー、ニューサウスウェールズ州およびノーザンテリトリーで2021年10月に開始された。アッシャー・ケディ、リア・パーセル、アリシア・デブナム＝ケアリー、フランキー・アダムス、アレクサンダー・イングランド、チャーリー・ヴィッカース、ティルダ・コブハム＝ハーヴェイおよびアライラ・ブラウンがキャストに加えられたことが確認された。2022年4月に、セバスティアン・ズリータがキャストに、カースティ・フィッシャーがランバートとともに共同脚本に、バーバラ・ギブスがプロデューサーに、そしてルシンダ・レイノルズが共同製作総指揮に加わることが明らかになった。2022年9月にエンデヴァー・コンテントはフィフス・シーズンに名称変更した。

## 公開
Amazon Studiosはこの番組がストリーミングサービスであるAmazon Prime Videoを通して240以上の国と地域で視聴可能だと発表した。2023年8月4日に、最初の3話が同時に公開され、その後2023年9月1日の最終話まで、1週間毎に1話が追加される予定である。
2023年8月16日、Mediaweek紙は、オーストラリアのテレビシーリーズとして、全世界で最高の視聴者数を記録したと報じた。Prime Videoで、78ヶ国で上位5位に、42ヶ国で上位3位となった。

## 評価
レビュー収集サイトのRotten Tomatoesでは、30の批評の80%がこのシリーズに肯定的なレビューを与え、平均レートは 7.1/10 となっている。このウェブサイトでの批評のコンセンサスは「シガニー・ウィーヴァーは、視覚的に魅力的で、演技面でも優れたメロドラマ『赤の大地と失われた花』の厄介な女家長を見事に演じている」としている。Metacriticでは、このシリーズは15の批評に基づいて加重平均スコアで100点中の67点を獲得しており、「概ね好意的なレビュー」を示している。